# Inovec
Inovec (1042 m n. m.) je nejvyšším vrcholem Považského Inovce. Nachází se mezi vesnicemi Selec a Dubodiel asi 10 km jižně od Trenčína na území okresu Trenčín (Trenčínský kraj).

## Geologie a geomorfologie
Hora je budována krystalickými břidlicemi, zejména svory a rulami. Na severu je sedlem oddělena od Jarabského vrchu (795 m), na jihu dalším sedlem od Krželnice (968 m). Strmé západní svahy spadají do Selecké doliny, mírnější východní svahy do Bánovské pahorkatiny.

## Podnebí a vegetace
Sněhová pokrývka se zde drží okolo 80 dní ročně. Na západních svazích Inovce leží přírodní rezervace Považský Inovec se zachovalými přirozenými bukovými lesními porosty.

## Stavby
Na vrcholu stojí telekomunikační vysílač. Severovýchodním směrem se nachází menší turistické středisko s několika chatami (nejznámější je Chata pod Inovcom) a lyžařským vlekem. V roku 2016 byla postavena ocelová rozhledna s kruhovým výhledem. Omezené výhledy poskytuje blízká vyhlídka na Palúchu a vyhlídka dr. Bundalu.

## Přístup
- po červené  značce od železniční stanice Mníchova Lehota nebo z rozcestí Pod Ostrým vrchom
- po zelené  značce z vesnice Selec nebo od železniční stanice Mníchova Lehota
- po modré  značce z vesnice Dubodiel